# Federico de Madrazo
Pour les articles homonymes, voir Madrazo.
Federico de Madrazo y Kuntz, né le 9 février 1815 à Rome et mort le 11 juin 1894 à Madrid, est un peintre espagnol.

## Biographie
Federico de Madrazo fait partie de la célèbre famille Madrazo, d'importants peintres des XIXe et XXe siècles. Alors que son père José de Madrazo y Agudo sert le roi Charles IV d'Espagne en exil à Rome, Federico naît le 9 février 1815 dans la ville italienne, où il se forme à l'art. En 1831, il est agréé à l'académie royale des beaux-arts de San Fernando de Madrid à seulement seize ans puis gagne Paris en 1833.
Entre 1835 et 1836, il fonde avec son frère Pedro de Madrazo y Kuntz et Eugenio de Ochoa la revue El Artista (en rapport avec la revue française L'Artiste).
Madrazo devient portraitiste du roi et peintre de chambre à partir de 1843, est nommé membre de l'Académie royale en 1846 puis dirige l'institution de 1866 à 1894, après avoir été nommé directeur du musée du Prado en 1860.

## Œuvres
- La Continence de Scipion, 1831.
- Gonzalve de Cordoue parcourant le champ de bataille de Cérignole, 1833.
- Godefroy de Bouillon élu roi de Jérusalem, 1838.
- Autoportrait , 1840  Musée Goya
- Portraits de Femme, vers 1840 Musée Goya
- Portraits de Femme, 1843 Musée Goya
- Les trois Maries au Sépulcre, 1841.
- Doña Amalia de Llano y Dotres, comtesse de Vilches, 1853, huile sur toile, 126 x 89 cm, Madrid, musée du Prado.
- Portrait d'Amèlia de Vilanova i Nadal, 1853, huile sur toile, 120 x 95 cm, Barcelone, musée national d'Art de Catalogne .

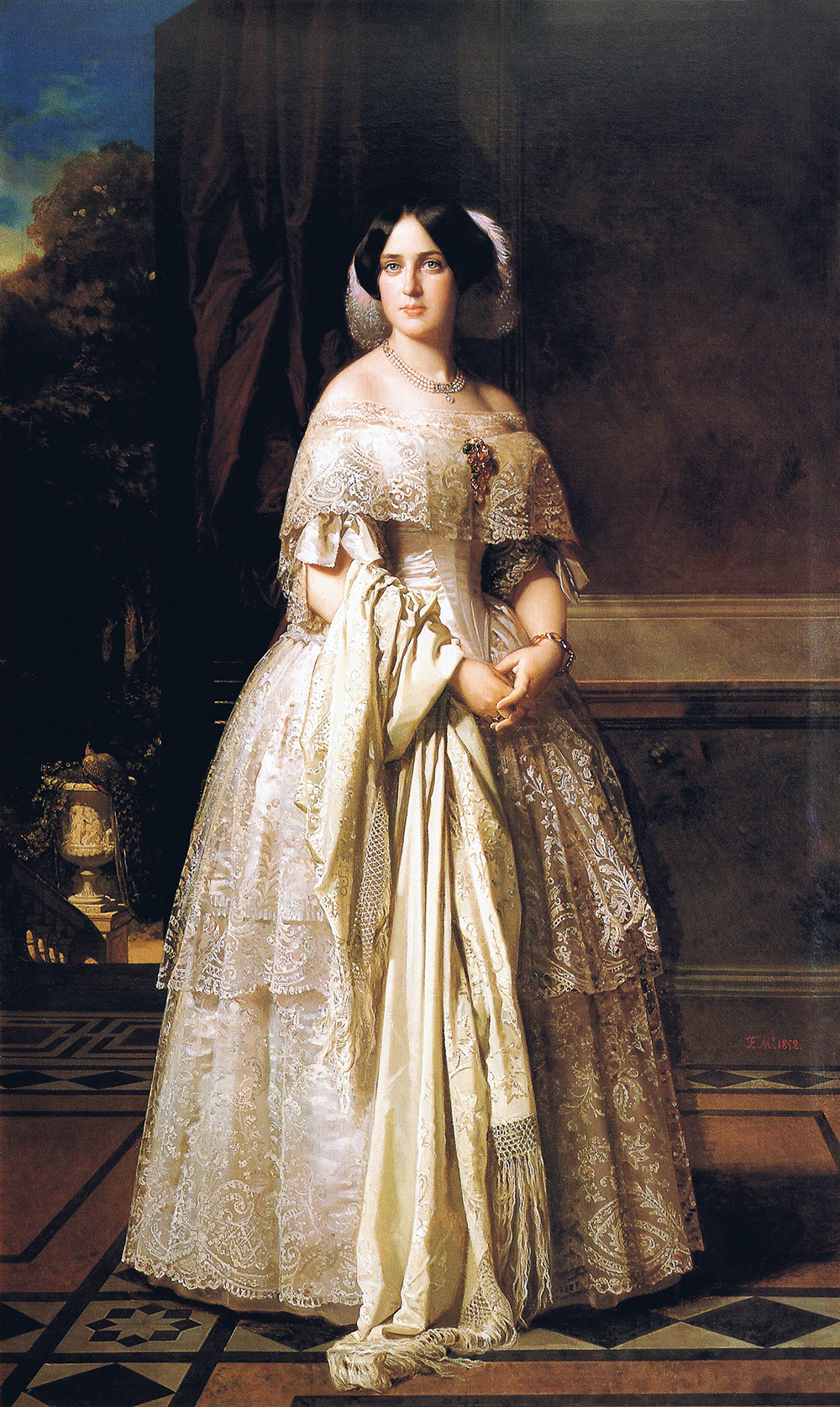
María Josefa del Águila Ceballos, marquise d'Espeja, 1852

- Nicolás Salmerón, 1879.
- Le Peintre Carlos Luis de Ribera, 1839, huile sur toile, 92 x 73 cm, Madrid, musée du Prado.
- Portrait de la Reine Isabel II, n. d., huile sur toile, 218 x 142,2 cm, Musée des Beaux-Arts de Caracas, Venezuela.

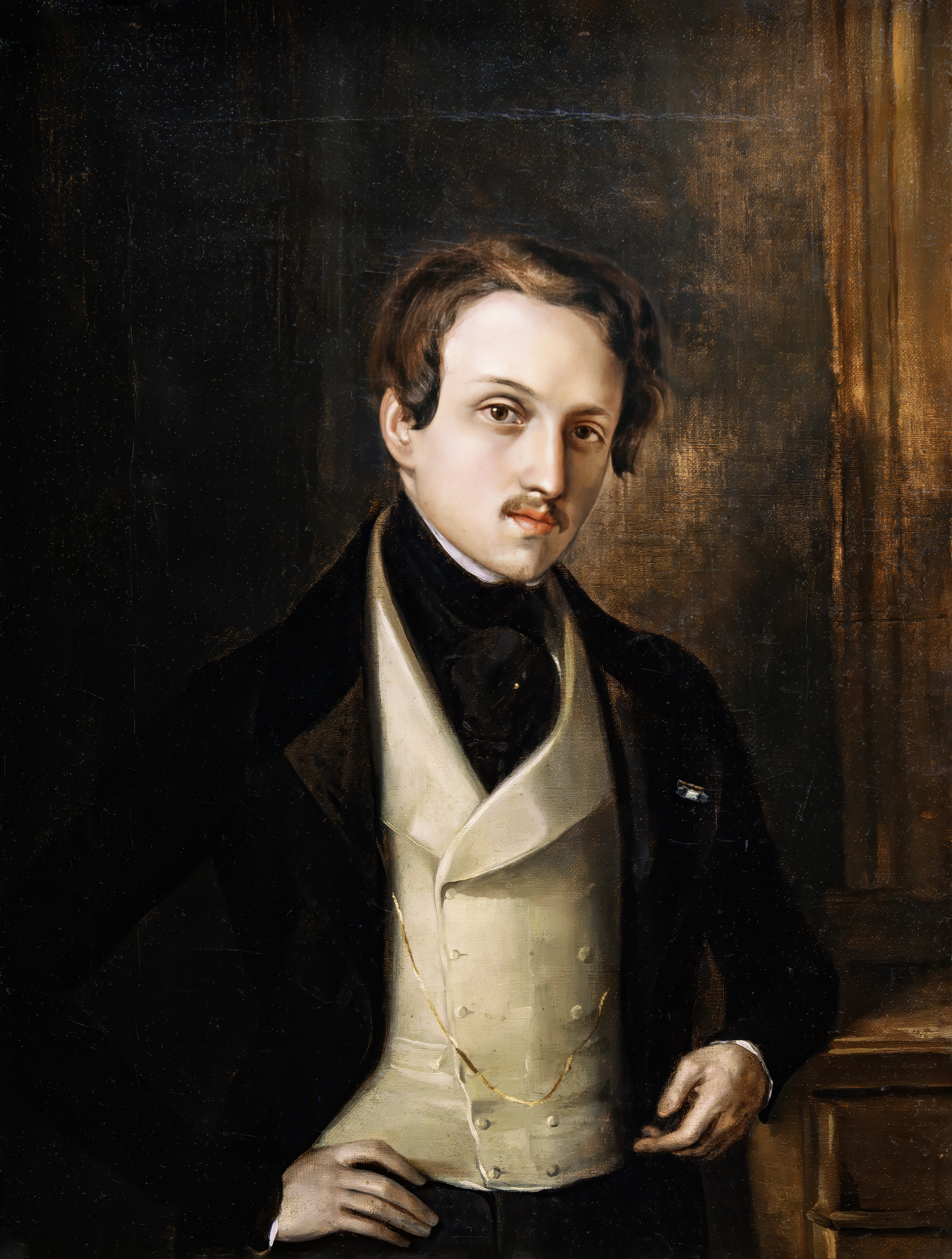
Autoportrait, (1840), Musée Goya
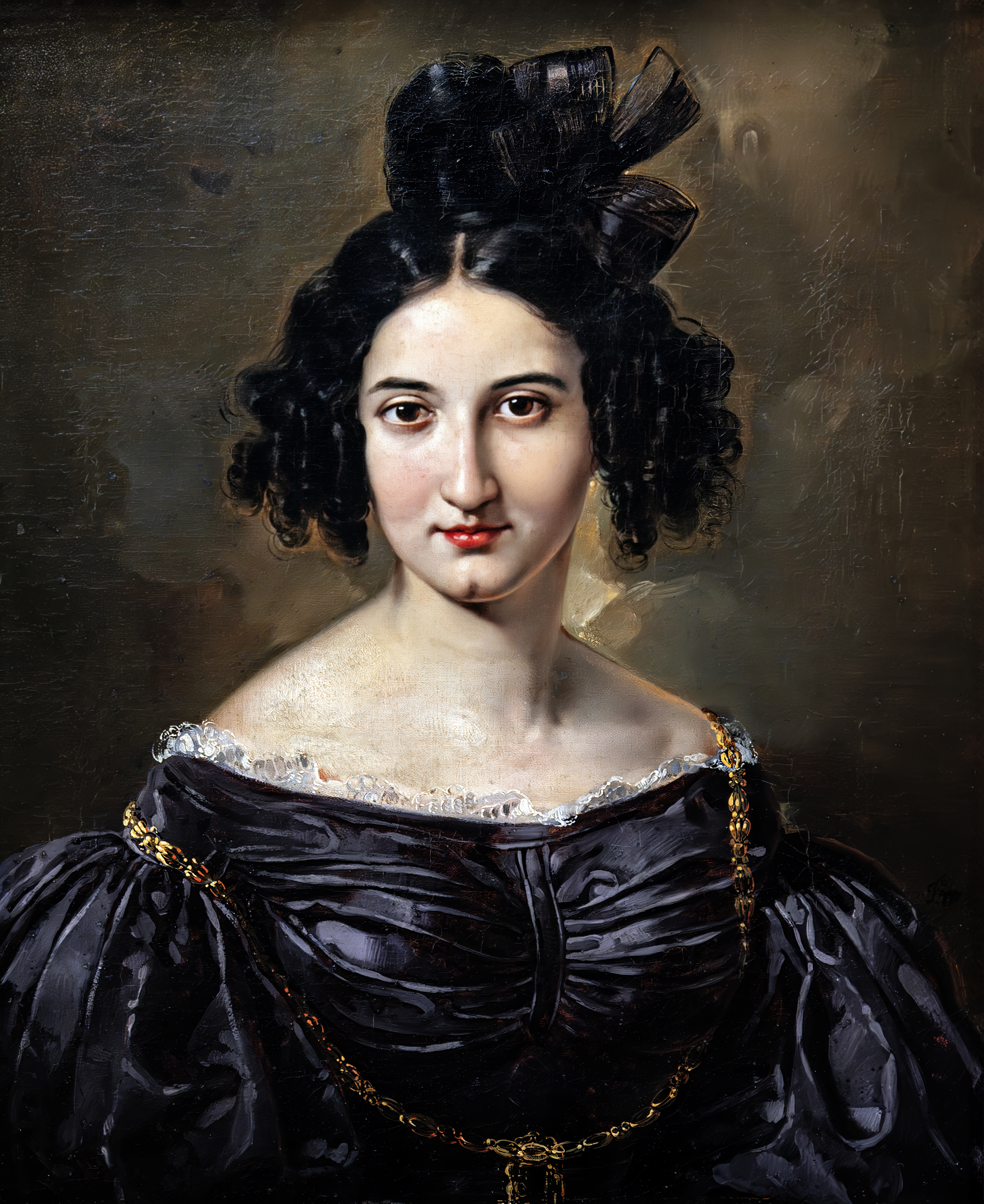
Portrait de femme, vers 1840,   Musée Goya
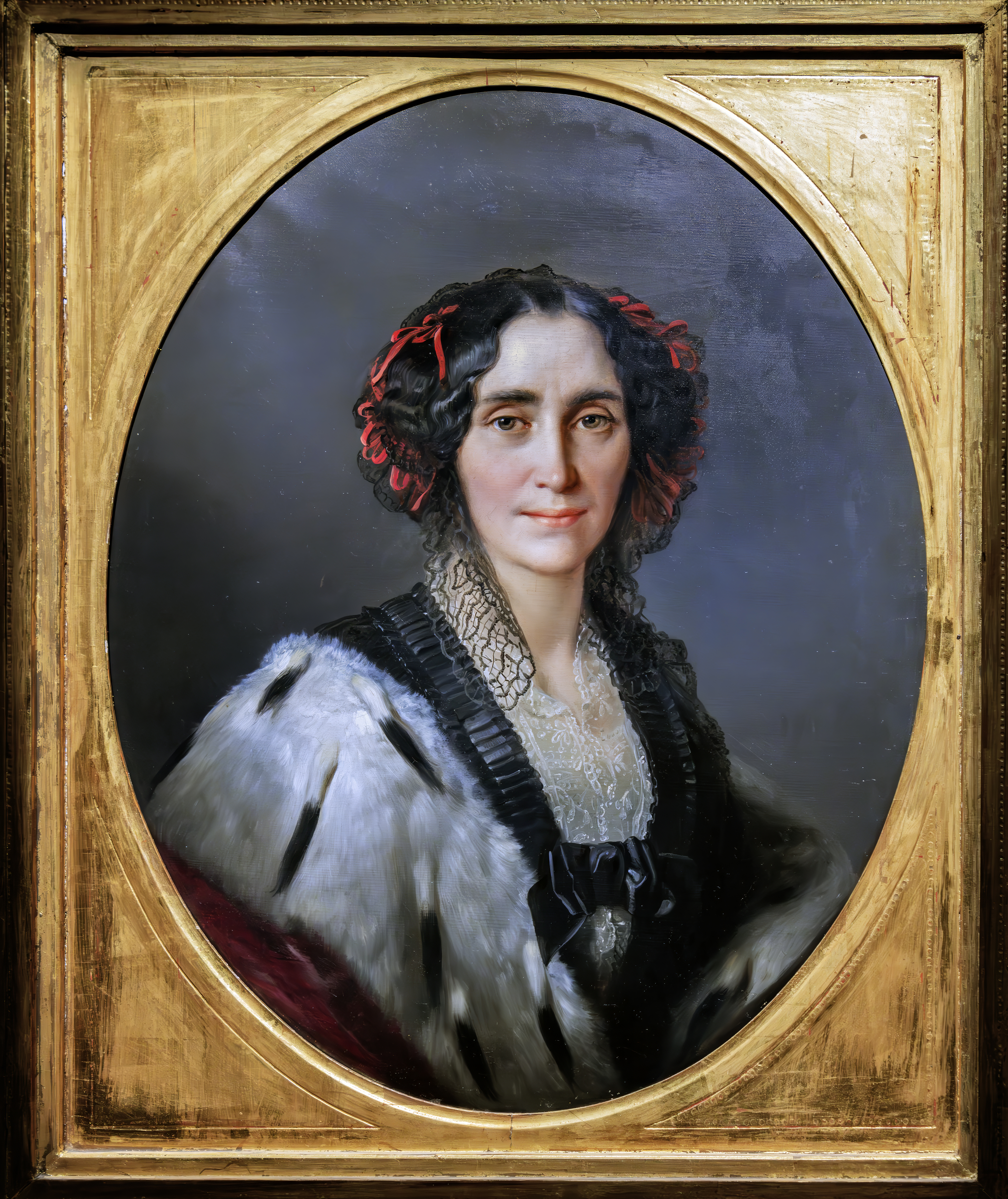
Portrait de femme, 1843, Musée Goya
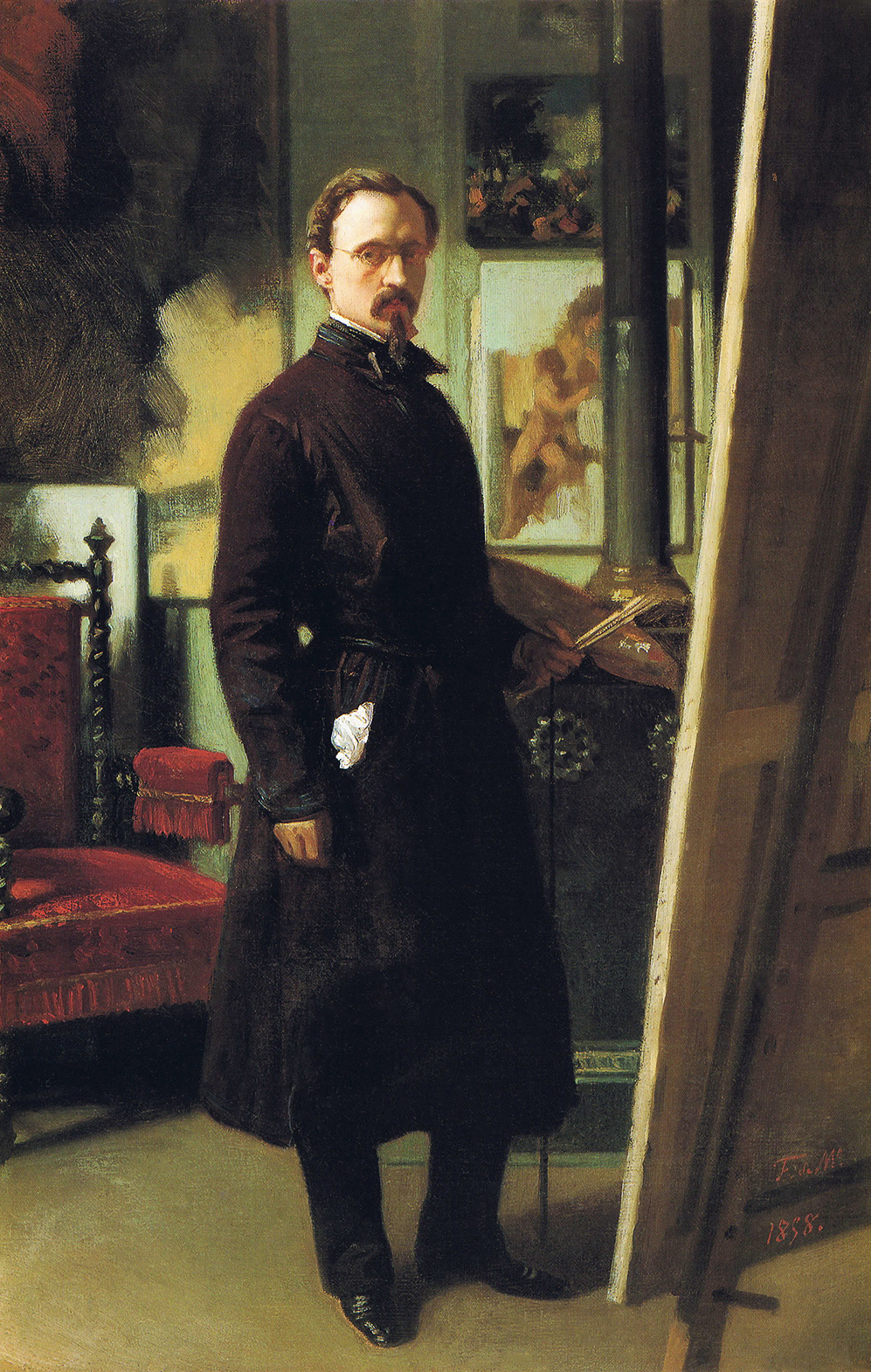
Autoportrait (1858), Collection privée, Madrid.
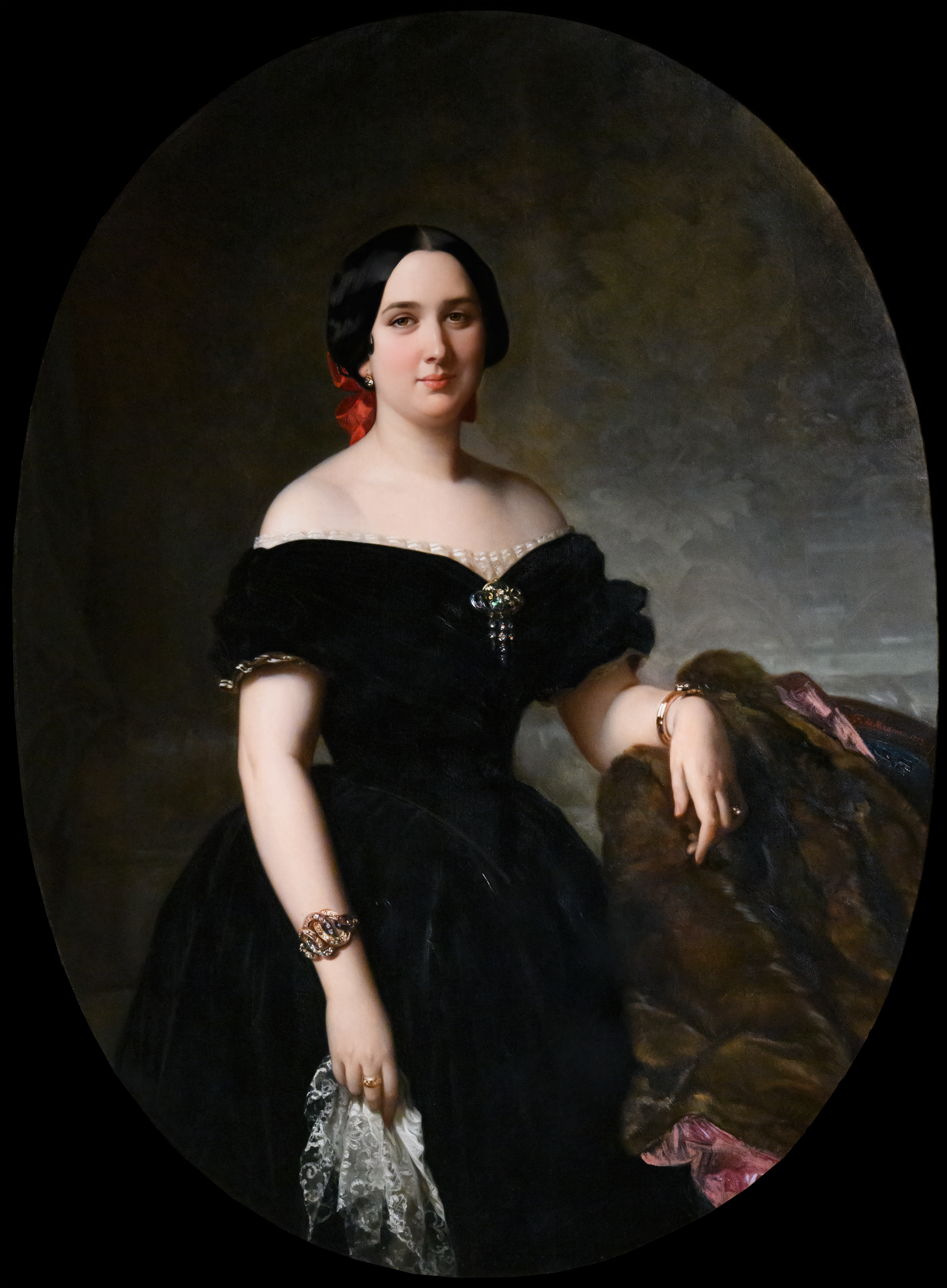
Amèlia de Vilanova i Nadal Barcelone, musée national d'Art de Catalogne .

## Conservation
Le musée du Prado acquiert en 2006 la collection familiale d'Elena Madrazo, descendante de la famille Madrazo. Cette collection est connue sous le nom de Archivo y colección de obra sobre papel de Elena Madrazo et contient une correspondance composé de 2 635 lettres des différents membres de la famille, dont Federico, ainsi que plusieurs livres et dessins écrits ou composés par des membres de la famille. Il y a pour lui une section qui lui est consacrée, contenant plus de correspondance avec d'autres personnes que des membres de sa famille ainsi que 35 journaux et des inventaires de ses tableaux. Cette partie de la collection contient beaucoup de documentation sur Federico de Madrazo, sa propriété à Tivoli et sur le Real Establecimiento Litográfico (Établissement royal de lithographie). Il y a également l'Inventaire du musée royal de peintures (le Prado) de 1857, une copie de celui qui est conservé dans les archives du musée, ainsi que plus de documents sur les autres membres de la famille.
Le Portrait de María Josefa del Águila Ceballos, marquise d'Espeja (1852) entre par donation dans les collections du musée du Prado en 2018.